# Коронник рораїманський
Коронник рораїманський (Myiothlypis roraimae) — вид горобцеподібних птахів родини піснярових (Parulidae).. Мешкає у Венесуелі, Гаяні та Бразилії. Вважався підвидом цитринового коронника, однак був виділений в окремий вид.

## Поширення і екологія
Рораїманські коронники живуть у вологих тропічних рівнинних і гірських лісах в тепуях південної Венесуели, західної Гаяни і півночі бразильського штату Рорайма.